# Steven Farley
Pour les articles homonymes, voir Farley.
Steven Farley est un écrivain américain de littérature d'enfance et de jeunesse, fils de Walter Farley. Il est le continuateur de la série de romans L'Étalon noir depuis 1998, ainsi que le créateur du spin-off Ébène, fils de l'étalon noir.

## Biographie
Steven Farley est l'un des fils de Walter Farley, le créateur du best-seller L'Étalon noir. En 1989, il co-écrit L'étalon noir - La naissance d'un champion avec son père, qui déclare lui passer le flambeau dans l'ouvrage. Il vit à Manhattan et voyage beaucoup pour pratiquer l'équitation, la plongée et le surf. Il se rend dans le même cottage que celui qu'affectionnait son père pour écrire.

### Dans la sérieL'Étalon noir
- L'étalon noir - La naissance d'un champion, en collaboration avec Walter Farley, Random House, 1989 (fr : 2012)
- The Black Stallion's Steeplechaser, Random House, 1997
- The Black Stallion's Shadow, Random House, 2000
- The Black Stallion and the shape-shifter, Random House, 2009
- L'étalon noir et la cité perdue, Random House, 2011 (fr : 2013)

### Dans la sérieÉbène, fils de l'étalon noir
- La promesse, Random House, 1998 (fr : 2006)
- Un cheval nommé Ébène, Random House, 1998 (fr : 2006)
- Le retour, Random House, 1999 (fr : 2007)
- Wild Spirit, Random House, 1999
- The Yearling, Random House, 1999
- Hard Lessons, Random House, 1999
- South Wind Spring, Random House, 2000

## Réception
Les livres de Steven Farley n'ont pas la notoriété de ceux de son père et les critiques sont globalement négatives, en particulier sur les premiers titres. 